# Organizationally Unique Identifier
Une Organizationally Unique Identifier (OUI) est un nombre de 24 bits assigné par l'IEEE. Ce numéro identifie un fabricant ou une organisation de façon unique dans une adresse MAC.
Les trois premiers octets de l'adresse MAC d'une interface réseau sont l'OUI.